# Lake Cowichan
Pour les articles homonymes, voir Ladysmith.
Lake Cowichan est une ville (town) située sur l'île de Vancouver en Colombie-Britannique au Canada. Le site se trouve dans le District régional de Cowichan Valley.

## Situation
Lake Cowichan est situé dans le sud de l'île de Vancouver, à quelques dizaines de kilomètres de Duncan, Nanaimo et Victoria. La ville se trouve à la pointe sud-est du lac Cowichan, le deuxième plus grand lac de l'île.

## Démographie
| 2001  | 2006  | 2011  | 2016  |
| ----- | ----- | ----- | ----- |
| 2 827 | 2 948 | 2 974 | 3 226 |

## Transport
La ville est desservie par l'autoroute provinciale 18.